# Drašiči
Drašiči – wieś w Słowenii, w gminie Metlika. W 2018 roku liczyła 223 mieszkańców.